# Lantejuela
Lantejuela (anteriorment La Lantejuela) és un municipi de la província de Sevilla, Andalusia, Espanya. L'any 2006 tenia 3.795 habitants. La seva extensió superficial és de 18 km² i té una densitat de 209,8 hab/km². Les seves coordenades geogràfiques són 37° 21′ N, 5° 13′ O. Està situada a una altitud de 152 metres i a 76 kilòmetres de la capital de la província, Sevilla.

## Demografia
| 1996  | 1998  | 1999  | 2000  | 2001  | 2002  | 2003  | 2004  | 2005  | 2006  |
| ----- | ----- | ----- | ----- | ----- | ----- | ----- | ----- | ----- | ----- |
| 3.356 | 3.488 | 3.569 | 3.609 | 3.629 | 3.642 | 3.685 | 3.740 | 3.777 | 3.795 |